# Liāna Langa
Liāna Langa właściwie Liāna Bokša (ur. 23 lutego 1960 w Rydze) – łotewska poetka, autorka tekstów, publicystka, eseistka, tłumaczka, działaczka na rzecz rozwoju kultury łotewskiej.

## Życiorys
Liāna Bokša urodziła się 23 lutego 1960 r. w Rydze. Tam też uczęszczała do szkoły średniej, po ukończeniu której, w latach 1987–1990, studiowała filologię na Uniwersytecie Łotewskim. W latach 1991–1995 studiowała w Stanach Zjednoczonych na The New School w Nowym Jorku oraz na Biznesa augstskola Turība, prywatnej wyższej uczelni w Rydze.
W latach 1997–1998 pracowała jako menedżer ds. Public relations i reklamy w BDG Latvija, w 1998 roku została dyrektorem Biura Public Relations i Projektów „Idea Media”. W latach 2010–2015 pracowała w redakcji czasopisma literackiego „Latvju Teksti”. Od 1999 roku jest członkiem łotewskiego Pen Clubu, od 2001 roku członkiem Związku Pisarzy Łotewskich.

## Twórczość
W 1987 roku ukazał się jej wiersz w języku rosyjskim w czasopiśmie „Родник”. W 1988 opublikowano jej wiersz w języku łotewskim Lūgšana w biuletynie Neatkarība. Pierwszy tom wierszy Te debesis, te ciparnīca wydała w 1997 roku.
Poezję Liāny Langa można opisać jako intelektualną i wzruszającą, poruszającą proste, ale istotne chwile ludzkiego doświadczenia, sięgającą do najgłębszych warstw myśli i języka. Tłumaczy także poezję z języka angielskiego i rosyjskiego,  jest autorem libretta opery Valentīna Arturs Maskats, która koncentruje się na wydarzeniach związanych z holokaustem na Łotwie i życiem Valentīny Freimane. Jest twórcą i scenarzystą filmu dokumentalnego Tramvajs vārdā Kalpotājs (2004) i Homo Ludens (2015), autorką piosenek do musicalu Leo. Pēdējā bohēma Raimondsa Paulsa, autorką tekstów do utworów Hardijsa Lediņša, które znalazły się na płycie Dziesmas neuzrakstītai lugai.
Wraz z poetą Knutsem Skujenieksem i Edvīnsem Raupsem jest założycielką narodowego funduszu dla pisarzy (Nacionālās Rakstniecības atbalsta fonds). Jest aktywnie zaangażowana w rozwój łotewskiej polityki kulturalnej oraz rzecznikiem w sprawach obywatelskich jako publicystka. Wiersze Liāny Langa została przetłumaczona na angielski, niemiecki, francuski, szwedzki, turecki, bułgarski, węgierski, litewski, rosyjski i inne. Tomy poezji zostały wydane w języku litewskim, rosyjskim, czeskim i angielskim.

## Nagrody i wyróżnienia
- LALIGABA - Łotewska Literacka Nagroda Roku 2002 w kategorii poezja za tom Iepūt taurītē, Skorpion![5]
- Nagroda Dni Poezji 2006 za Antenu burtnīca[5]

## Wybrane działa
- Te debesis, te ciparnīca, 1997
- Iepūt taurītē, Skorpion!, 2001
- Antenu burtnīca, 2006
- Vilkogas, 2010
- Es pēkšņi atmodos no dziļa miega, 2010
- Skatiens, 2012